# Asociación Paralímpica de Jamaica
La Asociación Paralímpica de Jamaica (en inglés: Jamaica Paralympic Association) es el comité paralímpico nacional que representa a Jamaica. Esta organización es la responsable de las actividades deportivas paralímpicas en el país. Es miembro del Comité Paralímpico Internacional y del Comité Paralímpico de las Américas.